# 新昌镇
新昌镇，是中华人民共和国江西省宜春市宜丰县下辖的一个乡镇级行政单位。

## 行政区划
新昌镇下辖以下地区：
耶溪社区、城南社区、花门楼社区、桂花社区、窑前社区、流源社区、荷舍村、大桥村、敖桥村、茶头村、良岗村、良田铺村、良头村、樟陂村、陂下村、两路口村、楠树村、枫源村、大塘村、桂花村、窑前村和流源村。